# Dietrich Rollmann

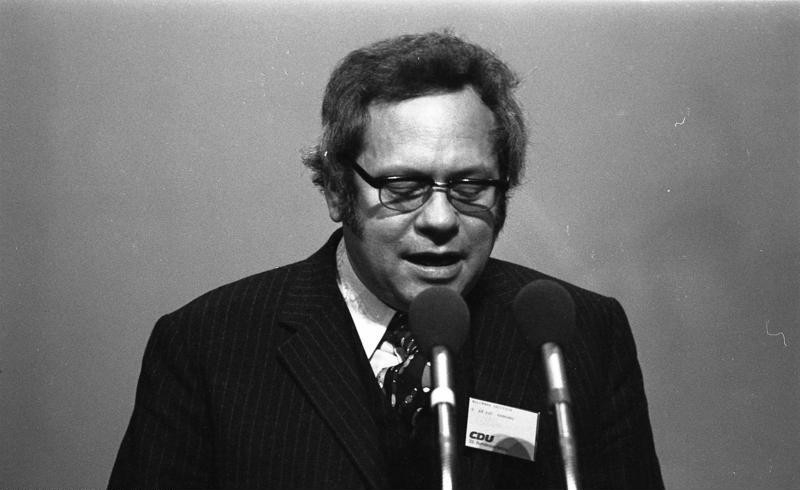
Dietrich Rollmann, 1973

Dietrich-Wilhelm Rollmann (* 23. Januar 1932 in Berlin; † 14. Januar 2008 ebenda) war ein deutscher Jurist, Werbekaufmann und Politiker (CDU).

## Leben und Beruf
Rollmann wurde als Sohn des Werbefachmanns Dr. rer. pol. Julius Rollmann (1897–1966) geboren. Nach dem Besuch der Volksschule und dem Abitur 1951 an der Gelehrtenschule des Johanneums in Hamburg nahm er ein Studium der Rechtswissenschaften an den Universitäten in Hamburg und Marburg auf, das er 1955 mit dem ersten juristischen Staatsexamen beendete. Er war zunächst journalistisch tätig, wurde dann Teilhaber einer Werbefirma und arbeitete später als Unternehmensberater. Von 1977 bis 1992 war er Hauptgeschäftsführer des Bundesverbandes der Freien Berufe. Bis zu seinem Tod war er Inhaber der Rollmann Kommunikation in Bonn und Berlin.

## Partei
Während seiner Studienzeit schloss Rollmann sich 1952 an der Universität Marburg dem RCDS an. Seit 1953 war er RCDS-Vorsitzender an der Universität Hamburg.
Rollmann trat 1953 der CDU bei, wurde gleichzeitig Mitglied der Jungen Union (JU) und war von 1956 bis 1963 Landesvorsitzender der JU Hamburg. Von 1960 bis 1965 war er JU-Bundesschatzmeister. Er wurde 1956 in den Landesvorstand der CDU Hamburg gewählt, war von 1957 bis 1977 Vorsitzender des CDU-Kreisverbands Hamburg-Mitte und von März 1968 bis Mai 1974 Landesvorsitzender der Hamburger Christdemokraten.

## Abgeordneter
Rollmann war von 1957 bis zu seiner Mandatsniederlegung am 14. April 1960 Mitglied der Hamburgischen Bürgerschaft. Dem Deutschen Bundestag gehörte er vom 7. März 1960, als er für den verstorbenen Abgeordneten Paul Leverkuehn nachrückte, bis 1976 an. Er war stets über die Landesliste der CDU Hamburg ins Parlament eingezogen.

## Schriften
- Die Zukunft der CDU. Christlich-Demokratische Konzeption für die Zukunft, Wegner 1968.
- als Hrsg.: Strafvollzug in Deutschland. Situation und Reform, Fischer: Frankfurt 1967.
- Die Rollmanns. Acht Generationen in ihrer Zeit – Von Soest nach Hamburg, Wißner-Verlag 2005.
- Die CDU in der Opposition, 1970.
- als Hrsg.: 50 Reden aus dem Deutschen Bundestag. 1949-1983, 1983.